# دریاچه‌های اونیانگا

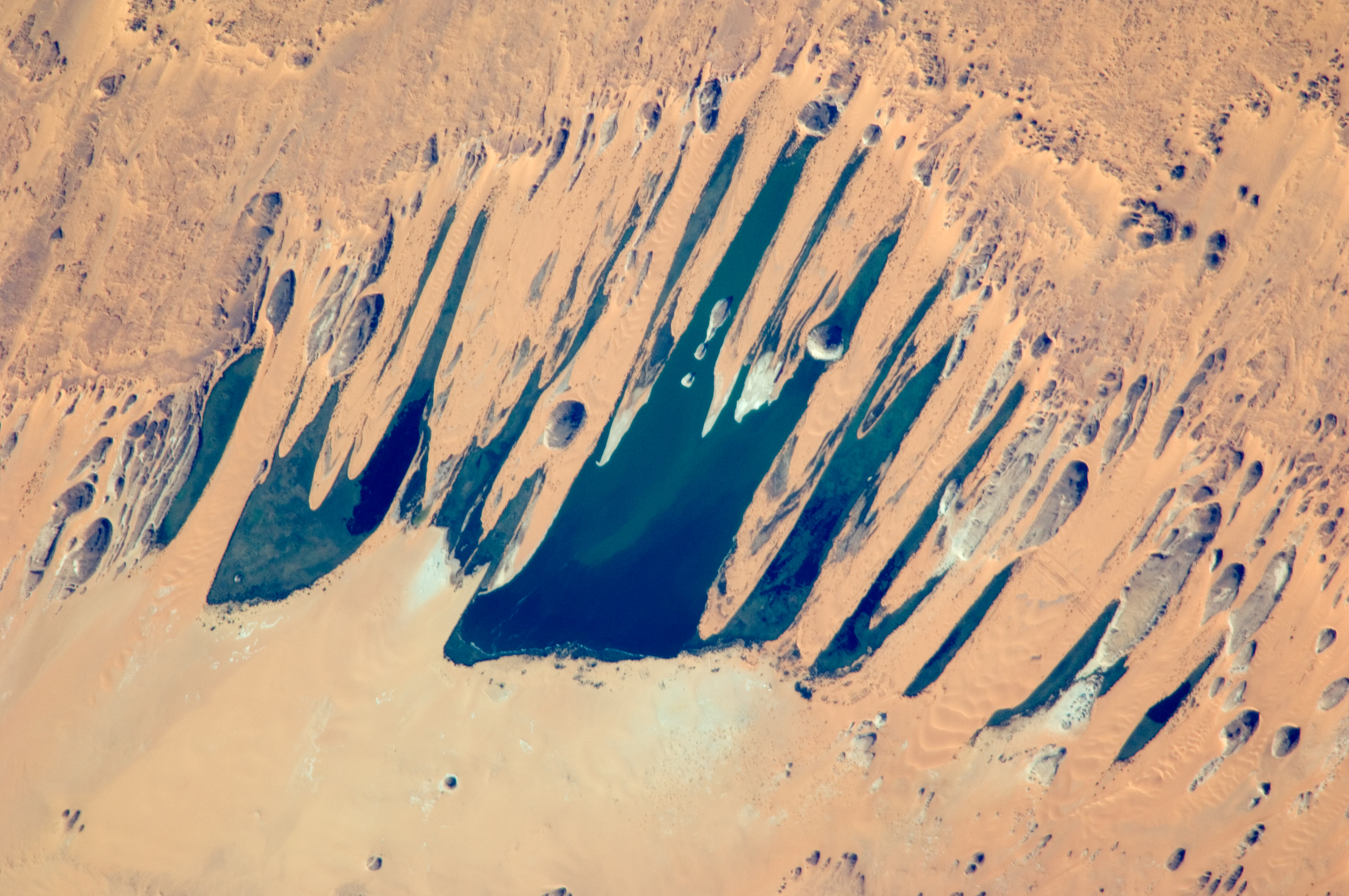
چشم‌انداز فضانوردان در سال ۲۰۰۹ از اوونیانگا سریر. تصویر تقریباً 11 by 9 km پوشش می‌دهد سطح تاریک آب توسط تپه‌های ماسه ای خطی و نارنجی تقسیم می‌شود.

دریاچه‌های اوونیانگا مجموعه ای دریاچه‌ها در صحرای بزرگ آفریقا، در شمال شرقی چاد است و یک حوضچه را در کوه‌های غرب تیبستی و شرق منطقه آنی را شامل می‌شود که در سال ۲۰۱۲ به عنوان میراث جهانی یونسکو ثبت شد.
مطابق توضیحات یونسکو، دریاچه‌ها در بیابان گرم و بیش از حد قرار دارند که دارای بارندگی کمتر از ۲ میلیمتر (۰٫۱ اینچ) در سال است. دریاچه‌ها انواع مختلفی از ابعاد، عمق، ترکیبات شیمیایی و رنگهای مختلف را به نمایش می‌گذارند.
که در مجموع ۱۸ دریاچه را شامل می‌شود

## جغرافیا
این دریاچه‌ها یک سیستم هیدرولوژیکی را تشکیل می‌دهند که در بیابان‌های زمین بی نظیر است. علیرغم خشک بودن شدید منطقه کماکان دارای آب بوده و حیات جانداران در آن ادامه دارد.